# Ельбе-Парай
Ельбе-Парай (нім. Elbe-Parey) — громада в Німеччині, розташована в землі Саксонія-Ангальт. Входить до складу району Єріхов.
Площа — 108,64 км2. Населення становить 6356 ос. (станом на 31 грудня 2021).